# Noi marziani

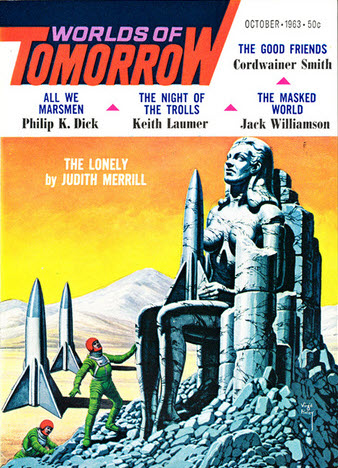
Copertina del numero di ottobre 1963 della rivista Worlds of Tomorrow, dove la seconda puntata del romanzo fu pubblicata, per la prima volta col titolo All We Marsmen.

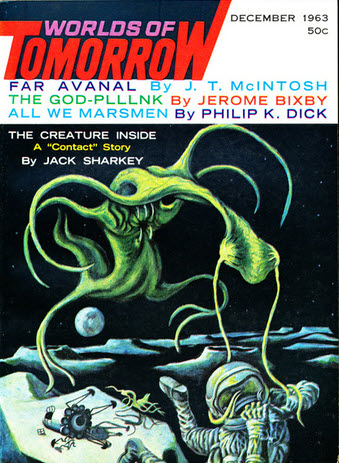
Copertina del numero di dicembre 1963 della rivista Worlds of Tomorrow, dove la terza puntata del romanzo fu pubblicata per la prima volta, con il titolo All We Marsmen.

Noi marziani (in originale Martian Time-Slip) è un romanzo di fantascienza del 1964 dello scrittore statunitense Philip K. Dick, ambientato in una colonia su Marte, che affronta i temi della malattia mentale, della fisica del tempo e i pericoli derivanti da un'autorità centralizzata.

## Storia editoriale
Dick scrisse il manoscritto originale, di 82.000 parole, nel 1962 e lo intitolò Goodmember Arnie Kott Of Mars.
Vi è l'ipotesi che il romanzo sia la trasformazione in fantascienza di un preesistente dattiloscritto perduto, probabilmente realistico, uno dei vari romanzi scritti da Dick tra il 1955 e il 1962, coi quali cercò di fare breccia nel mercato della narrativa generalista che, nelle sue intenzioni, gli avrebbe portato e maggiore prestigio e remunerazione.
Il romanzo fu pubblicato per la prima volta con il titolo All We Marsmen, a puntate nei numeri di agosto, ottobre e dicembre 1963 della rivista Worlds of Tomorrow. Martian Time-Slip è solo leggermente più lungo e ha una diversa suddivisione dei capitoli: fu pubblicata in paperback dalla Ballantine nel 1964.
All We Marsmen fu tradotto in francese come Nous Les Martiens per essere pubblicato nei numeri di dicembre 1966 e di gennaio e febbraio 1967 della rivista Galaxie.

## Trama
Tutto ruota attorno al bambino con autismo Manfred Steiner, e alle persone che lo circondano (famiglia, vicini, colleghi dei vicini, e così via a raggiera). Nella prima parte del romanzo il padre di Manfred, Norbert, si suicida. Ciò lascia Manfred alla mercé delle macchinazioni di Arnie Kott, il potente capo del sindacato degli idraulici, che sul pianeta rosso ha in mano l'acqua, cioè la risorsa vitale in ragione della sua scarsità (non a caso già nella primissima pagina si tocca il tema dell'acqua e del risparmio che se ne deve fare).
Il piano di Arnie Kott si basa su una teoria che spiega l'autismo come condizione asincrona della mente: la persona con autismo vive in un tempo diverso da quello degli altri, e per questo non può interagire con il mondo a lui contemporaneo. Ma, e questo interessa Kott, Manfred conosce il futuro. Se si riuscirà a interagire in qualche modo con lui, si potranno conoscere in anticipo le mosse del nemico di Kott, il ricco imprenditore Leo Bohlen, che sta architettando una speculazione edilizia sui Monti FDR, dove le Nazioni Unite intendono costruire grandi e squallidi mega-complessi di case popolari.
In effetti Manfred vive nel futuro, ed è questa la sua maledizione, perché la sua coscienza si trova intrappolata proprio in uno di quei complessi, il tetro e cadente edificio AM-WEB (ironica citazione del testo di Schiller che Beethoven ha usato per il quarto movimento della Nona sinfonia), e in quel luogo morto e deserto è circondato dal "putrìo", cioè dallo sfascio e dalle macerie.
La trama è messa in movimento dalla rivalità che mette contro Arnie e Leo, e tutti i personaggi vengono in qualche modo coinvolti: Erna, la madre di Manfred; Jack, figlio di Leo e ingegnere; Silvia, sua moglie; Otto Zitte, l'idraulico donnaiolo che rileva l'attività di Norbert Steiner, attirandosi l'ostilità di Arnie, e altri ancora. I rapporti tra i personaggi creano una fitta rete di avvenimenti, passioni, odi che alla fine sfocia in un finale violento, con l'assassinio (descritto con magistrale asciuttezza) di Arnie Kott da parte di Otto. E tutto si chiude con la surreale comparsa di Manfred Steiner, vecchissimo, e tenuto in vita da un apparato che ne fa un vero cyborg, tornato dal futuro a vedere sua madre per l'ultima volta.
Manfred compie questo miracolo grazie alla sua capacità di spostarsi nel tempo, che probabilmente gli ha anche consentito, in un punto indeterminato del futuro, di sfuggire – come rivela all'attonito Jack Bohlen – allo spaventoso edificio AM-WEB. E siccome l'ex-bambino con autismo compare attorniato dai Bleekman, gli indigeni di Marte che vivono ai margini degli insediamenti terrestri, c'è da sospettare che essi abbiano avuto parte nell'acquisizione della capacità di viaggiare nel tempo.

## Temi ricorrenti
- Marte: il pianeta su cui si sviluppa l'intera narrazione.
- Il lavoro: come la rivendicazione delle ragioni dell'individuo contro le pretese della società.
- Tradimento dei coniugi: come spesso accade nei romanzi di Dick, anche qui ci sono matrimoni infelici, con tradimenti dei rispettivi coniugi.
- Lingua tedesca: il tetro edificio AM-WEB è la sigla di Alle Menschen werden Brüder (Tutti gli uomini diventano fratelli), una frase di Friedrich Schiller.
- Tempo: Manfred, il bambino con autismo, possiede la possibilità di vedere il futuro e diventa il mezzo per viaggiare attraverso il tempo.

## Collegamenti conCronache del dopobomba
In Noi marziani vi sono alcuni riferimenti ad un altro romanzo di Dick Cronache del dopobomba. Infatti si parla di un grande disastro in Germania che avrebbe reso focomelici (cioè privi di arti) alcuni bambini nati in seguito a tale evento e infatti, nel romanzo Cronache del dopobomba, questo accadimento fu un esperimento nucleare fallito del fisico Bruno Bluthgeld e il protagonista del romanzo in questione è Hoppy Harrington, proprio un focomelico.

## Edizioni
- (EN) Martian Time-Slip, New York City, Ballantine Books, 1964.
- Noi marziani, collana Cosmo Argento, traduzione e Introduzione di Carlo Pagetti, n. 28, Milano, Editrice Nord, dicembre 1973.

-  collana SF Narrativa d'Anticipazione, n. 33, Editrice Nord, gennaio 1983. 
- Collana Tascabili Fantascienza, Nord, 1992.
- Collana Economica Tascabile n.71, Roma, Fanucci, gennaio 1998, postfazione di Nicoletta Vallorani.
- Collezione Dick n.11, Fanucci, giugno 2002.
- Collana Tascabili Immaginario n.69, Fanucci, 2006, ISBN 88-347-1164-5.
- Collezione Immaginario Dick. Edizione speciale per il 25º Anniversario della morte (1982-2007), Fanucci, febbraio 2007-2021, ISBN 978-88-347-4126-9.
- Collana Tif Extra, Fanucci, 2012.
-  collana Oscar Fantastica, traduzione di C. Pagetti, Milano, Mondadori, marzo 2024, ISBN 978-88-047-6796-1. 